# Lépreo (Élide)
Lépreo, en grec moderne : Λέπρεο, est un village du dème de Zacháro, district régional d’Élide, en Grèce-Occidentale.
Selon le recensement de 2011, la population du village s'élève à 219 habitants.
Le nom du village fait référence à la cité antique de Lépréon.